# III liga polska w piłce nożnej, grupa łódzko-mazowiecka (2012/2013)
III liga, grupa łódzko-mazowiecka, sezon 2012/2013 – 5. edycja rozgrywek czwartego poziomu ligowego piłki nożnej mężczyzn w Polsce po reorganizacji lig w 2008 roku. Bierze w niej udział 16 drużyn z województwa łódzkiego i województwa mazowieckiego. Walczą one o miejsce premiowane awansem do grupy wschodniej II ligi. Ostatnie zespoły spadają odpowiednio do grup: łódzkiej, mazowieckiej (południe) i mazowieckiej (północ) IV ligi. Opiekunem ligi w sezonie 2012/2013 jest Łódzki Związek Piłki Nożnej. 
Sezon ligowy rozpoczął się 15 sierpnia 2012 roku, a ostatnie mecze rozegrane zostaną w czerwcu 2013 roku.

## Zasady rozgrywek
Zmagania w lidze toczą się systemem kołowym w dwóch rundach – jesiennej i wiosennej. Każda z drużyn rozgrywa z pozostałymi po 2 mecze. Zwycięzca otrzymuje automatyczny awans do II ligi (grupa wschodnia). Do ligi awansuje mistrz i wicemistrz IV ligi grupa łódzka oraz mistrz IV ligi grupa mazowiecka (południe) i mistrz IV ligi grupa mazowiecka (północ). Drużyny, które po zakończeniu rozgrywek zajmą w tabeli odpowiednio 14, 15 i 16 miejsce, spadają do właściwej terytorialnie IV ligi i będą w kolejnym sezonie występować w IV lidze. Liczba drużyn spadających z III ligi ulega zwiększeniu o liczbę drużyn, które spadną z II ligi zgodnie z przynależnością terytorialną do Łódzkiego lub Mazowieckiego ZPN.
Drużyna, które zrezygnuje z uczestnictwa w rozgrywkach, degradowana jest o 2 klasy rozgrywkowe i przenoszona na ostatnie miejsce w tabeli (jeśli rozegrała przynajmniej 50% spotkań sezonu; wtedy mecze nierozegrane weryfikowane są jako walkowery 0:3 na niekorzyść drużyny wycofanej) lub jej wyniki zostają anulowane. Z rozgrywek eliminowana – i również degradowana o 2 klasy rozgrywkowe – jest drużyna, która nie rozegra z własnej winy 3 spotkań sezonu.
Kolejność w tabeli ustala się według liczby zdobytych punktów. W przypadku uzyskania równej liczby punktów przez dwie drużyny, o zajętym miejscu decydują:
a) liczba zdobytych punktów w spotkaniach bezpośrednich,
b) korzystniejsza różnica między zdobytymi i utraconymi bramkami w spotkaniach bezpośrednich,
c) przy uwzględnieniu reguły UEFA, że bramki strzelone na wyjeździe liczone są podwójnie, korzystniejsza różnica między zdobytymi i utraconymi bramkami w spotkaniach bezpośrednich,
d) korzystniejsza różnica bramek we wszystkich spotkaniach z całego cyklu rozgrywek,
e) większa liczba bramek zdobytych we wszystkich spotkaniach z całego cyklu.
W przypadku, gdy dwoma zespołami o jednakowej liczbie punktów są zespoły, których kolejność decyduje o awansie lub spadku, stosuje się wyłącznie zasady określone w punktach a, b i c, a jeżeli one nie rozstrzygną kolejności, zarządza się spotkanie barażowe na neutralnym boisku, wyznaczonym przez Wydział Gier PZPN.
Przy więcej niż dwóch zespołach przeprowadza się dodatkową punktację pomocniczą spotkań wyłącznie między zainteresowanymi drużynami, kierując się kolejno zasadami podanymi w punktach a, b, c, d oraz e.
| Uczestnicy sezonu 2011/2012                                                                                   | Uczestnicy sezonu 2011/2012 | Uczestnicy sezonu 2011/2012 | Uczestnicy sezonu 2011/2012 |
| --- | --------------------------- | --------------------------- | --------------------------- |
| MKS | MKS Kutno                   | 2                           |                             |
| LGO | Legionovia Legionowo        | 3                           |                             |
| BRŃ | Broń Radom                  | 4                           |                             |
| SOT | Start Otwock                | 6                           |                             |
| ORZ | Orzeł Wierzbica             | 7                           |                             |
| URS | Ursus Warszawa              | 8                           |                             |
| OMG | Omega Kleszczów             | 9                           |                             |
| RZG | Zawisza Rzgów               | 10                          |                             |
| SOK | Sokół Aleksandrów Łódzki    | 11                          |                             |
| MAZ | Mazur Karczew               | 12                          |                             |
| WZE | Włókniarz Zelów             | 14                          |                             |
| SDZ | Warta Sieradz               | 15                          |                             |
| Awans z IV ligi 2011/2012                                                                                     |                             |                             |                             |
| grupa łódzka                                                                                                  |                             |                             |                             |
| LTM | Lechia Tomaszów Mazowiecki  | 1                           |                             |
| WLŃ | WKS Wieluń                  | 2                           |                             |
| grupa mazowiecka południowa                                                                                   |                             |                             |                             |
| PGM | Pogoń Grodzisk Mazowiecki   | 1                           |                             |
| grupa mazowiecka północna                                                                                     |                             |                             |                             |
| TGK | GKP Targówek                | 1                           |                             |
| Oznaczenia: - kolumna pierwsza – skróty nazw drużyn, - kolumna trzecia – miejsce zajęte w poprzednim sezonie. |                             |                             |                             |

Objaśnienia
- KP Piaseczno wycofał się po zakończeniu rozgrywek, w związku z czym dodatkowo utrzymał się Włókniarz Zelów[3].
- Hutnik Warszawa został wycofany po zakończeniu rozgrywek z powodu nieotrzymania licencji, w związku z czym dodatkowo utrzymała się Warta Sieradz[4].

## Tabela
| Lp. | Drużyna                      | M  | Z  | R  | P  | Bramki | Bramki | Różn. | Pkt | Uwagi             | Bezpośrednio |
| --- | ---------------------------- | -- | -- | -- | -- | ------ | ------ | ----- | --- | ----------------- | ------------ |
| 1   | Legionovia Legionowo (M) (A) | 30 | 24 | 2  | 4  | 63     | 24     | +39   | 74  | Awans do II ligi  |              |
| 2   | Sokół Aleksandrów Łódzki     | 30 | 21 | 5  | 4  | 58     | 17     | +41   | 68  |                   |              |
| 3   | Ursus Warszawa               | 30 | 14 | 9  | 7  | 43     | 34     | +9    | 51  |                   |              |
| 4   | Lechia Tomaszów Mazowiecki   | 30 | 13 | 10 | 7  | 31     | 24     | +7    | 49  |                   |              |
| 5   | GKP Targówek                 | 30 | 14 | 6  | 10 | 51     | 43     | +8    | 48  |                   |              |
| 6   | Broń Radom                   | 30 | 13 | 7  | 10 | 44     | 28     | +16   | 46  |                   |              |
| 7   | Omega Kleszczów              | 30 | 13 | 6  | 11 | 48     | 41     | +7    | 45  |                   |              |
| 8   | WKS Wieluń                   | 30 | 13 | 5  | 12 | 46     | 37     | +9    | 44  |                   |              |
| 9   | MKS Kutno                    | 30 | 11 | 8  | 11 | 40     | 42     | −2    | 41  |                   |              |
| 10  | Pogoń Grodzisk Mazowiecki    | 30 | 10 | 8  | 12 | 50     | 56     | −6    | 38  |                   |              |
| 11  | Mazur Karczew                | 30 | 9  | 7  | 14 | 32     | 37     | −5    | 34  |                   |              |
| 12  | Start Otwock                 | 30 | 9  | 6  | 15 | 42     | 50     | −8    | 33  |                   |              |
| 13  | Zawisza Rzgów                | 30 | 9  | 3  | 18 | 33     | 45     | −12   | 30  |                   |              |
| 14  | Warta Sieradz                | 30 | 7  | 6  | 17 | 27     | 46     | −19   | 27  |                   |              |
| 15  | Włókniarz Zelów (S)          | 30 | 6  | 5  | 19 | 33     | 56     | −23   | 23  | Spadek do IV ligi |              |
| 16  | Orzeł Wierzbica (S)          | 30 | 5  | 5  | 20 | 21     | 83     | −62   | 20  | Spadek do IV ligi |              |

## Wyniki
| Gospodarz \ Gość           | BRŃ | TGK | LTM | LGO | MAZ | MKS | OMG | ORZ | PGM | SOK | SOT | URS | SDZ | WLŃ | WZE | RZG |
| Broń Radom                 |     | 0:1 | 2:0 | 0:2 | 4:0 | 0:1 | 2:0 | 1:1 | 3:0 | 1:1 | 1:3 | 1:1 | 2:2 | 1:0 | 3:1 | 1:0 |
| GKP Targówek               | 1:6 |     | 2:2 | 0:3 | 2:2 | 1:2 | 1:2 | 5:0 | 2:2 | 0:2 | 3:1 | 2:0 | 0:1 | 1:3 | 1:0 | 1:0 |
| Lechia Tomaszów Mazowiecki | 1:1 | 2:0 |     | 0:1 | 2:1 | 1:0 | 1:0 | 3:0 | 1:0 | 0:2 | 1:1 | 1:1 | 0:0 | 0:0 | 1:0 | 0:3 |
| Legionovia Legionowo       | 2:1 | 2:3 | 4:2 |     | 1:0 | 4:1 | 6:2 | 3:1 | 2:2 | 1:0 | 2:1 | 1:1 | 2:0 | 1:0 | 2:0 | 2:1 |
| Mazur Karczew              | 0:0 | 1:0 | 0:1 | 0:3 |     | 1:1 | 4:2 | 0:1 | 0:1 | 1:0 | 0:2 | 0:1 | 4:0 | 2:2 | 3:0 | 1:0 |
| MKS Kutno                  | 2:0 | 0:1 | 0:0 | 1:3 | 2:2 |     | 3:1 | 3:1 | 1:3 | 0:0 | 4:0 | 3:2 | 2:1 | 1:0 | 1:1 | 1:1 |
| Omega Kleszczów            | 1:0 | 2:2 | 0:0 | 1:2 | 1:0 | 4:1 |     | 6:1 | 5:1 | 0:1 | 1:1 | 0:0 | 0:0 | 1:0 | 4:0 | 0:1 |
| Orzeł Wierzbica            | 0:3 | 0:6 | 1:2 | 0:3 | 0:3 | 2:2 | 1:1 |     | 0:7 | 0:4 | 1:4 | 0:1 | 1:1 | 1:5 | 1:0 | 2:0 |
| Pogoń Grodzisk Mazowiecki  | 1:1 | 2:2 | 1:1 | 0:2 | 3:0 | 3:1 | 1:4 | 3:1 |     | 1:3 | 1:1 | 0:5 | 4:2 | 3:2 | 2:1 | 4:1 |
| Sokół Aleksandrów Łódzki   | 1:0 | 2:2 | 1:1 | 0:1 | 1:0 | 2:1 | 2:1 | 5:0 | 2:0 |     | 3:0 | 0:1 | 3:2 | 3:0 | 3:1 | 2:1 |
| Start Otwock               | 0:2 | 1:2 | 1:2 | 1:3 | 1:0 | 2:1 | 0:2 | 3:1 | 3:1 | 1:2 |     | 1:2 | 5:1 | 1:2 | 0:0 | 4:2 |
| Ursus Warszawa             | 0:2 | 1:2 | 1:0 | 1:0 | 1:1 | 4:2 | 3:2 | 2:2 | 0:0 | 0:3 | 0:0 |     | 0:0 | 2:0 | 4:2 | 0:1 |
| Warta Sieradz              | 0:2 | 1:0 | 0:3 | 0:1 | 3:4 | 1:0 | 0:1 | 0:1 | 3:0 | 0:1 | 1:0 | 0:1 |     | 0:1 | 2:3 | 0:3 |
| WKS Wieluń                 | 2:0 | 1:2 | 1:0 | 2:4 | 1:2 | 1:1 | 5:0 | 3:0 | 2:1 | 0:0 | 1:1 | 2:3 | 1:0 |     | 1:2 | 3:1 |
| Włókniarz Zelów            | 4:3 | 2:3 | 0:1 | 1:0 | 0:0 | 0:1 | 1:2 | 4:0 | 1:1 | 0:6 | 5:2 | 0:2 | 2:3 | 1:2 |     | 0:1 |
| Zawisza Rzgów              | 0:1 | 0:3 | 0:2 | 1:0 | 1:0 | 0:1 | 1:2 | 0:1 | 4:2 | 1:3 | 3:1 | 3:4 | 0:0 | 2:3 | 1:1 |     |

Źródło: 
Objaśnienia:
1Drużyna gospodarzy jest wymieniona po lewej stronie tabeli.
Kolory: zielony – zwycięstwo gospodarzy, żółty – remis, różowy – zwycięstwo gości.
Mistrz jesieni 2012/2013: Legionovia Legionowo
Awans do II ligi: Legionovia Legionowo
Spadek do IV ligi: Warta Sieradz, Włókniarz Zelów, Orzeł Wierzbica